# The Pursuing Package
The Pursuing Package è un cortometraggio muto del 1918 diretto da Al Santell (Alfred Santell).

## Produzione
Il film fu prodotto dalla Nestor Film Company

## Distribuzione
Distribuito dall'Universal Film Manufacturing Company, il film - un cortometraggio di una bobina - uscì nelle sale cinematografiche statunitensi il 15 luglio 1918.